# 若木勝蔵
若木 勝蔵（勝藏、わかき かつぞう、1897年（明治30年）1月10日 - 1969年（昭和44年）11月9日）は、大正・昭和期の教育者、労働運動家、政治家。参議院議員（2期）。

## 経歴
北海道岩内郡、のちの岩内町で生まれる。1916年（大正5年）札幌師範学校本科一部を卒業した。
虻田第一小学校、札幌北九条小学校、札幌師範学校訓導、小樽市潮見台小学校長、札幌市中央創成小学校長、同市西創成小学校長を歴任。この間、教材の改良などを行い、児童の自発的な活動を重視した教育を実践した。
1945年（昭和20年）12月、札幌市教職員組合委員長に就任。1946年（昭和21年）北海道教員組合（現北海道教職員組合）初代委員長となる。北海道教育会副会長にも在任。
札幌市西創成小学校長を退職し、1947年（昭和22年）4月、第1回参議院議員通常選挙で北海道地方区から出馬して当選（補欠、任期3年）。次の第2回通常選挙でも再選され、参議院議員を連続2期務めた。1956年（昭和31年）7月、第4回通常選挙に出馬せず引退した。この間、参議院文部委員長、北海道総合開発審議会委員などを務めた。戦後の教育改革に尽力した。
1967年（昭和42年）秋の叙勲で勲三等旭日中綬章受章。
その他、北海道教育評論社取締役会長などを務めた。